# Jeon Woo-chi
Jeon Woo-chi (hangeul: 전우치, latinizzazione riveduta: Jeon U-chi) è una serie televisiva sudcoreana trasmessa su KBS2 dal 21 novembre 2012 al 7 febbraio 2013.

## Trama
Nella fittizia e utopica nazione Yuldo, fondata dal retto bandito Hong Gil-dong, Jeon Woo-chi è un mago taoista che ha ottenuto i suoi poteri ingoiando la sfera di una gumiho. Il tradimento di un amico gli ha fatto perdere il suo mentore e la stregoneria ha trasformato l'amore della sua vita, Hong Mu-yeon, in un'assassina senza cuore. Per vendicarli, Jeon Woo-chi raggiunge Joseon e, commosso dalla situazione difficile del popolo, diventa un suo eroe, anche se riluttante.

## Personaggi
- Jeon Woo-chi/Lee Chi, interpretato da Cha Tae-hyun
- Hong Mu-yeon, interpretata da Uee
- Ma Kang-rim, interpretato da Lee Hee-joon
- Lee Hye-ryung, interpretata da Baek Jin-hee
- Ma Sook, interpretato da Kim Kap-soo
- Bong-goo, interpretato da Sung Dong-il
- Woon-bo, interpretato da Lee Byung-joon
- Lee Geo, interpretato da Ahn Yong-joon
- Seo Chan-hwi, interpretato da Hong Jong-hyun
- Eun-woo, interpretata da Jooyeon
- Oh Yong, interpretato da Kim Byung-se
- So-chil, interpretato da Lee Jae-yong
- Dung-gae, interpretato da Shin Seung-hwan
- Jang Sa-doo, interpretato da Kim Seung-wook
- Noh Joon-ik, interpretato da Kim Chi-gook
- Mak-gae, interpretato da Kim Roi-ha
- Eo Joong-yi, interpretato da Jang Won-young
- Mong-sae, interpretato da Park Jae-won
- Park Myung-gi, interpretato da Kim Kwang-kyu
- Cheol-gyeon, interpretato da Jo Jae-yoon
- Eul-yi, interpretata da Jung Soo-young
- Poliziotto Moon, interpretato da Lee Dae-yeon
- Lee Chae-pal, interpretato da Kim Byung-choon
- Gye-son, interpretato da Choi Deok-moon
- Dae-geun, interpretato da Park Hae-joon
- Gam-nae, interpretata da Jo Ha-rang
- Maeb-ji, interpretata da Jang Jung-hee
- Lady Kim/Regina, interpretata da Ko Joo-yeon

## Riconoscimenti
| Anno | Premio                  | Categoria                                                     | Ricevente          | Risultato       |
| ---- | ----------------------- | ------------------------------------------------------------- | ------------------ | --------------- |
| 2012 | KBS Drama Awards        | Premio all'eccellenza, attore in un drama di media lunghezza  | Cha Tae-hyun       | Candidato/a     |
| 2012 | KBS Drama Awards        | Premio all'eccellenza, attrice in un drama di media lunghezza | Uee                | Candidato/a     |
| 2012 | KBS Drama Awards        | Miglior nuovo attore                                          | Lee Hee-joon       | Vincitore/trice |
| 2012 | KBS Drama Awards        | Miglior attore di supporto                                    | Lee Jae-yong       | Candidato/a     |
| 2012 | KBS Drama Awards        | Premio miglior coppia                                         | Cha Tae-hyun e Uee | Candidato/a     |
| 2013 | Mnet 20's Choice Awards | 20's Booming Star - Female                                    | Baek Jin-hee       | Candidato/a     |